# Мігель Діас
Мігель Бріто дос Рейс Діас (нід. Miguel Brito dos Reis Dias; 1 квітня 1968, Сал, Кабо-Верде) — нідерландський професійний боксер, призер чемпіонату Європи.

## Спортивна кар'єра
На чемпіонаті Європи 1991 Мігель Діас виграв срібну медаль, здобувши перемоги над Джозефом Лоулором (Ірландія) та Джиммі Маянджа (Швеція) і програвши у фіналі Серафіму Тодорову (Болгарія).
На чемпіонаті світу 1991 програв в першому бою Рі Кван Сік (Північна Корея).
На Олімпійських іграх 1992 програв в першому бою Ріаду Калай (Туніс).
1995 року вирішив спробувати сили в професійному боксі. Протягом 1995—2002 років провів 10 боїв, здобувши в них 9 перемог і програвши в останньому.